# Хемартрия
Хема́ртрия, или Гемартрия (лат. Hemárthria; от др.-греч. ἡμι, hemi — половина и ἄρθρον, arthron — членик), — род травянистых растений семейства Злаки (Poaceae), распространённый преимущественно в тропиках и субтропиках Старого Света с центром разнообразия в Юго-Восточной Азии.

## Ботаническое описание
Многолетние травянистые растения, 15—100 см высотой. Стебли прямостоячие, восходящие или лежачие. Листья линейные или ланцетно-линейные, плоские, 2,5—8 мм шириной; влагалища до основания расщеплённые; язычки представлены очень узкой перепончатой каймой, реснитчатой по краю.
Общее соцветие в виде сжатых линейных колосьев, выходящих по 1 или по нескольку из пазух верхних листьев. Колоски расположены по 2 в выемках оси соцветия, один сидячий, другой на ножке. Колосковых чешуй 3, нижняя кожистая, верхние две — плёнчатые. Цветковые чешуи плёнчатые. Тычинок 3. Завязь голая, рыльца перистые. Зерновки широкоэллипсоидальные, свободные; рубчик широкоовальный. Хромосомы мелкие; x = 9, 10.

## Виды
Род включает 12 видов:
- Hemarthria altissima (Poir.) Stapf & C.E.Hubb. — Хемартрия высокая
- Hemarthria compressa (L.f.) R.Br. typus[1]
- Hemarthria debilis Bor
- Hemarthria depressa Heuvel
- Hemarthria hamiltoniana Steud.
- Hemarthria longiflora (Hook.f.) E.G.Camus & A.Camus
- Hemarthria natans Stapf
- Hemarthria pratensis (Balansa) Clayton
- Hemarthria protensa Steud.
- Hemarthria sibirica (Gand.) Ohwi — Хемартрия сибирская
- Hemarthria stolonifera Bor
- Hemarthria uncinata R.Br.